# Vîșenkî, Rojîșce
Vîșenkî (în ucraineană Вишеньки) este un sat în comuna Nosacevîci din raionul Rojîșce, regiunea Volînia, Ucraina.

## Demografie
Componența lingvistică a localității Vîșenkî
     Ucraineană (100%)
Conform recensământului din 2001, toată populația localității Vîșenkî era vorbitoare de ucraineană (100%).